# Senbei

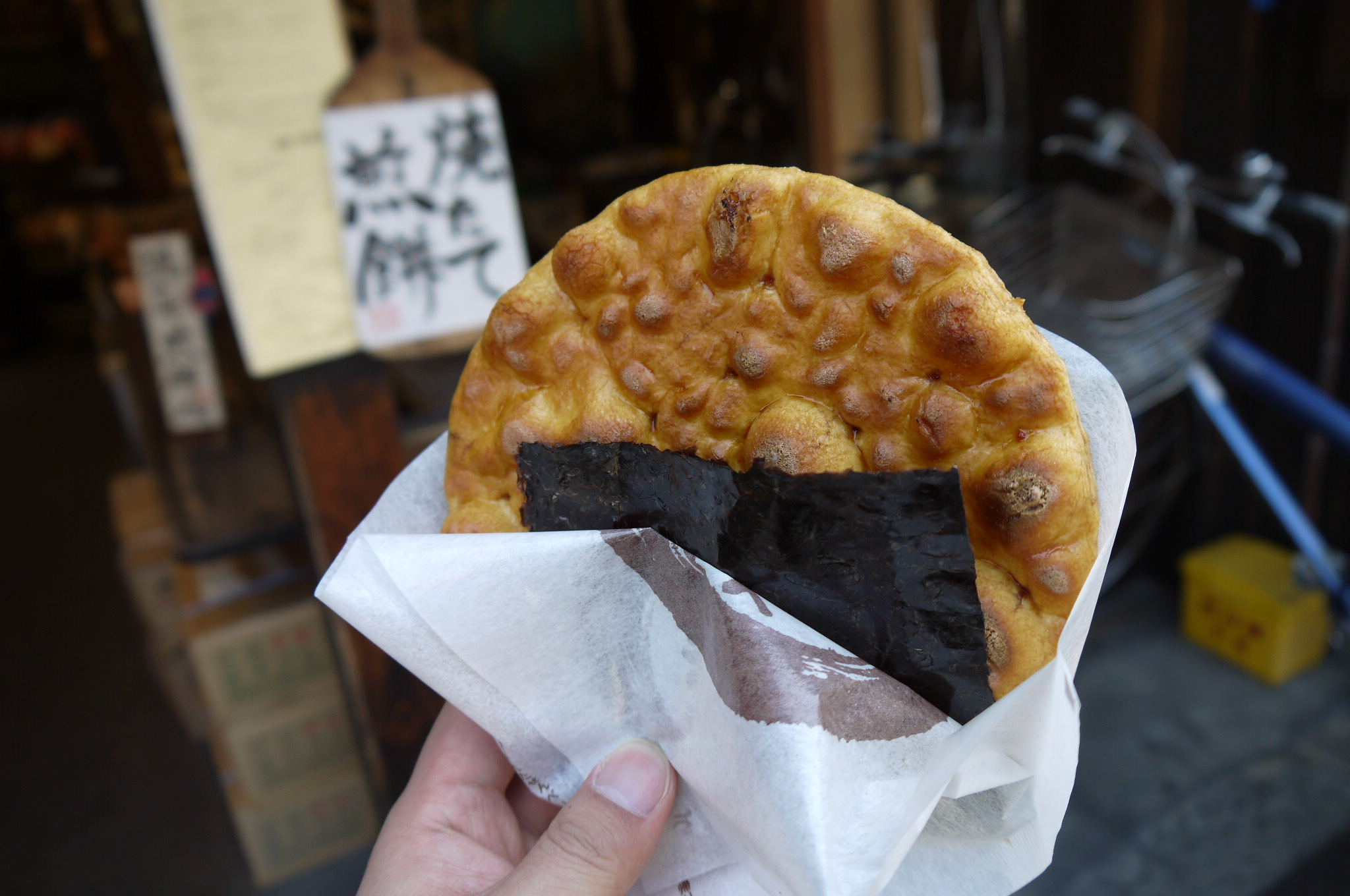
Senbei

Le senbei (煎餅) est une galette de riz gluant traditionnelle japonaise. Il en existe de diverses formes, tailles et saveurs, parfois sucrées, mais plutôt salées car enrobées de sauce de soja.
Les senbei sont consommés avec le thé vert comme casse-croûte occasionnel ou comme collation de courtoisie offerte aux invités.
Les senbei sont constitués d'une pâte à mochi, cuite au four ou grillée. On peut les envelopper d'une feuille de nori. L'assaisonnement peut varier, par exemple avec du sel.
Le senbei à la crevette est appelé ebisenbei.